# Nanoa
Nanoa is een geslacht van spinnen uit de familie Pimoidae.

## Soorten
- Nanoa enana Hormiga, Buckle & Scharff, 2005